# Силва Гимарайнс, Вашингтон да
Вашингтон да Силва Гимара́йнс (порт.-браз. Washington da Silva Guimarães; 2 февраля 1928, Риу-Верди — 25 октября 2003, Сан-Паулу), более известный под именем Гояно (порт.-браз. Goiano) — бразильский футболист, защитник.

## Карьера
Гояно начал карьеру в клубе «Атлетико Гоияниенсе» в 1944 году. И в первый же год футболист выиграл с клубом чемпионат штата Гояс. В 1948 году он уехал в Сан-Паулу, в клуб «Бататайс». А ещё через год стал игроком «Линенсе». В этой команде Гоясно выступал пять лет.
В 1952 году Гояно перешёл в «Коринтианс». 23 марта он дебютировал в составе клуба в матче с «Бангу» (5:0). В том же году защитник помог клубу выиграть чемпионат штата. Годом позже он выиграл с клубом турнир Рио-Сан-Паулу и Малый Кубок мира. В розыгрыше этого турнира Гояно забил единственный мяч в матче с «Барселоной». Футболист выступал за «Коринтианс» 8 лет, проведя 298 матчей и забив 22 гола, по другим данным 296 матчей, по третьим — 297. Последнюю встречу за клуб Гояно сыграл 27 сентября 1959 года против «Ферровиарии» (1:3).
В конце жизни Гояно тяжело болел. Из-за этой болезни ему пришлось ампутировать ногу. В 2003 году Гояно не стало.

## Достижения
- Чемпион штата Гояс: 1944
- Чемпион штата Сан-Паулу: 1952, 1954
- Победитель турнира Рио-Сан-Паулу: 1953, 1954
- Обладатель Малого Кубка мира: 1953